# TOI-4600
TOI-4600とは、太陽系からりゅう座の方向に約815光年離れた位置に存在するスペクトル分類がK型の恒星である。2023年、TESSによって周囲を公転する太陽系外惑星が発見された。
| 太陽 | TOI-4600  |
| ---- | --------- |
| 太陽 | Exoplanet |

## 惑星系
| 名称 （恒星に近い順） | 質量 | 軌道長半径 （天文単位） | 公転周期 (日)           | 軌道離心率      | 軌道傾斜角        | 半径                  |
| --------------------- | ---- | ----------------------- | ----------------------- | --------------- | ----------------- | --------------------- |
| b                     | —    | 0.349±0.021             | 82.6869±0.0003          | 0.25+0.33 −0.17 | 89.76+0.14 −0.10° | 0.607+0.028 −0.026 RJ |
| c                     | —    | 1.152±0.068             | 482.8191+0.0018 −0.0017 | 0.21+0.29 −0.14 | 89.90+0.03 −0.02° | 0.841±0.037 RJ        |

TOI-4600の周囲を公転する2つの太陽系外惑星はTESSによるトランジット法を用いて発見され、それぞれTOI-4600 bとTOI-4600 cという名称がつけられた。TOI-4600 bの公転周期は約83日で、TOI-4600 cの公転周期は約483日である。TOI-4600 cは、これまでにTESSによる観測で発見された太陽系外惑星の中では最長の公転周期を持つ惑星となった。平衡温度はそれぞれ約347ケルビンと約191ケルビンであり、TOI-4600 cは特に平衡温度が低い惑星の一つである。これら2つの惑星は木星型惑星である可能性が高いが、内側のTOI-4600 bはガスや氷で構成されている可能性がある。
2つの惑星の軌道の間の距離は水星軌道と火星軌道の間の距離とほぼ同じであり、TOI-4600系にまだ発見されていない未知の惑星が存在している可能性もある。